# Rezerwat przyrody Nad Płociczną
Rezerwat przyrody „Nad Płociczną” – rezerwat krajobrazowy o powierzchni 19,81 ha, utworzony 22 marca 2010 w województwie zachodniopomorskim, w powiecie wałeckim, w gminie Tuczno, około 3,5 km na południowy zachód od zabudowań wsi Płociczno. Rezerwat położony jest w granicach dwóch obszarów Natura 2000: specjalnego obszaru ochrony siedlisk „Uroczyska Puszczy Drawskiej” PLH320046 i obszaru specjalnej ochrony ptaków „Lasy Puszczy nad Drawą” PLB320016.
Celem ochrony w rezerwacie, według aktu powołującego, jest „zachowanie górnego odcinka środkowego biegu rzeki Płocicznej ze zgrupowaniami fauny typowej dla rzek o charakterze górskim, a także ochrona kompleksu dobrze zachowanych łęgów i grądów o charakterze zbliżonym do naturalnego, porastających zbocza oraz dno doliny Płocicznej, z charakterystyczną florą, mykoflorą oraz cenną fauną”.
Wszystkie typy lasów występujące w rezerwacie chronione są dyrektywą siedliskową. W rezerwacie stwierdzono 6 gatunków roślin naczyniowych objętych ochroną prawną, w tym widłak goździsty, kopytnik pospolity, paprotka pospolita, oraz 2 gatunki chronionych mszaków: rokiet cyprysowaty, nibybrodawkowiec czysty. Na kamieniach na dnie rzeki występuje objęty ochroną krasnorost.
Najcenniejsze gatunki fauny wodnej to: troć wędrowna i troć jeziorna.
Rezerwat leży na terenie Nadleśnictwa Tuczno. Nadzór sprawuje Regionalny Dyrektor Ochrony Środowiska w Szczecinie. Rezerwat nie ma zatwierdzonego planu ochrony, obowiązują w nim jednak zadania ochronne, na mocy których obszar rezerwatu objęty jest ochroną czynną na powierzchni 19,08 ha oraz krajobrazową na powierzchni 1,37 ha.